# Alfred Priebe
Alfred Priebe (* 8. Mai 1905 in Hennickendorf; † 15. Februar 1997 in Rudolstadt) war ein deutscher Bildhauer.

## Leben
Priebe absolvierte von 1920 bis 1923 in Berlin eine Lehre als Metallbildhauer und macht die Meisterprüfung. Von 1923 bis 1929 besuchte er die Kunstgewerbe- und Handwerkerschule Berlin-Charlottenburg, wo er sich vor allem dem Modellieren und Aktzeichnen widmete. Danach hielt er sich zum künstlerischen Arbeiten in Budapest, Brüssel und Löwen auf. Von 1931 bis 1941 setzte er als Hospitant bei Friedrich Körte und Hans Seeck seine Studien an der Berliner Hochschule für bildende Künste fort. Danach war er bis 1942 freier Mitarbeiter von Herbert Zeitner. Ab 1941 nahm er als Soldat am Zweiten Weltkrieg teil. Er verlor bei den Bombenangriffen auf Berlin viermal seine Wohnung, u. a. in der Steglitzer Benzmannstraße 38.
Nach der Kriegsgefangenschaft zog er 1945 nach Thüringen. Er arbeitete als Hilfsarbeiter in Eichfeld, ehe er ab 1947 als freiberuflicher Bildhauer tätig wurde, erst in Schaala und von 1949 bis 1967 in Großkochberg. Dort leitete er neben seiner Arbeit als Bildhauer die Goethe-Gedenkstätte im Schloss Großkochberg, wo er auch ein Atelier hatte. Ab 1967 lebte und arbeitete er als Mitglied des Verbands Bildender Künstler der DDR in der Rudolstädter Heidecksburg. In seinem Werk nehmen Torsi einen breiten Raum ein. Priebe erhielt auch Aufträge für Plastiken im öffentlichen Raum und in öffentlichen Einrichtungen. So schuf er u. a. 1970 in Gera den Pinguinbrunnen.
Werk Priebes befinden sich u. a. in den Kunstsammlungen der Stadt Gera.

## Ehrungen
- 1963: Kunstpreis des Bezirks Gera
- 1984: Hans-Grundig-Medaille

## Rezeption
„Die von ihm geschaffenen Arbeiten, zumeist Bronzeplastiken, fallen durch ihre stilistische Geschlossenheit auf. Vor allem sein spätes Werk ist zunehmend von einer gewissen Abstraktion geprägt, die Anklänge an das Kunstgeschehen der Zeit erkennen lässt. Insgesamt zeichnet sich in Priebes Œvre eine spannende Entwicklung ab, die in der Wahl der Themen als auch der formalen Herangehensweise ablesbar wird. Dabei zeigt sich, dass Alfred Priebe immer am Gegenständlichen festhielt und seine Arbeiten von einem wiedererkennbaren künstlerischen Duktus geprägt sind.“
Lutz Unbehaun (bis 2021 Leiter des Thüringer Landesmuseums Heidecksburg)

## Werke (Auswahl)
- Karl von Ossietzky (vor 1952, Gips für Bronze)[4]

- Knabe mit Vogel (Bronze, 1960; egapark Erfurt)[5]
- Mädchenkopf (Bronze, um 1967)[6]
- Stehender Knabe (Bronze, 38 cm, um 1967)[7]
- Zopfflechterin (Bronze, 1969)[8]
- Verwandlung (Messing, 1976)[9]
- Vertikale Komposition II (Messing, 1978)[10]
- Weiblicher Torso, liegend (Bronze, 1979)[11]

## Ausstellungen (unvollständig)

### Einzelausstellungen
- 1978: Eisenach, Thüringer Museum (mit Ernst Ebert)
- 1980: Gera, Orangerie
- 1984: Weimar, Galerie am Cranachhaus (mit Walter Herzog)
- 1985: Unterwellenborn, Kulturpalast „Johannes R. Becher“

### Ausstellungsbeteiligungen
- 1948: Rudolstadt, Staatliches Schlossmuseum („Ausstellung der bildenden Künstler des Kreises Rudolstadt. Malerei und Grafik“)

- 1951/1952: Berlin, Museumsbau am Kupfergraben („Künstler schaffen für den Frieden“)
- 1962 bis 1988: Dresden, Deutsche Kunstausstellungen bzw. Kunstausstellungen der DDR
- 1967: Berlin, Ausstellung zum VII. Parteitag der SED
- 1969, 1974, 1979 und 1984: Gera, Bezirkskunstausstellungen
- 1977: Leipzig („Kunst und Sport“)
- 1982: Gera, Galerie im Stadthaus („Plastik. Bildhauer des VBK-DDR im Bezirk Gera.“)
- 1985: Berlin, Neue Berliner Galerie im Alten Museum („Musik in der bildenden Kunst der DDR“)